# Заболотское (озеро)
Заболотское — озеро в Сергиево-Посадском районе Московской области. Площадь озера составляет 1,96 км²), водосборная площадь — 355 км², глубина достигает 5 метров. Берега покрыты заболоченным лесом.

## Географическое положение
Озеро расположено в 0,5 км от села Заболотье и 3 км от деревни Веригино. Через озеро протекает река Сулать, правый приток Дубны (приток Волги). Высота над уровнем моря — 127,8 м.

## История
Озеро имеет ледниковое происхождение, его возраст оценивают в 10 000 лет. На протяжении тысячелетий в озере, имевшем размеры намного большие, чем современные, накапливались значительные отложения донного ила, что обусловило сокращение его площади и образование Дубнинского и Ольховско-Батьковского болотных массивов, а также лугов, впоследствии поросших лесом.
С середины XX века до 1980-х годов на озере выбирали сапропель и проводились мелиоративные работы. Начиная с 1990-х годов, масштабная деятельность на озере прекратилась.

## Флора и фауна
В озере обитают карась, плотва, щука, окунь. До 1960-х годов в озере обитала реликтовая водоросль кладофора, которая исчезла в результате мелиорации.